# خلیفه‌لو (مشگین‌شهر)
خلیفه‌لو روستایی است که در استان اردبیل، شهرستان مشگین‌شهر، بخش ارشق، دهستان ارشق مرکزی قرار دارد.

## جمعیت
بر اساس سرشماری سال ۱۳۸۵ جمعیت این روستا ۳۳۷ نفر با ۶۷ خانوار بوده‌است.